# Côte de Saint-Nicolas
La Côte de Saint-Nicolas è una salita conclusiva della più antica fra le classiche ciclistiche, la Liegi-Bastogne-Liegi. È situata nel comune di Saint-Nicolas, in Belgio, precisamente nella Provincia di Liegi.
La sommità, a quota 173 metri s.l.m., si incontra dopo 1.42 chilometri di salita, caratterizzati da una pendenza media del 7,6% con punte vicine al 13%.
L'asperità si trova a meno di 10 chilometri dalla conclusione della corsa, rendendola punto decisivo per la corsa. La Côte è soprannominata La collina degli italiani, poiché nei pressi la maggioranza della popolazione è immigrata dalla Sicilia e dal Sud Italia; tale presenza è particolarmente espressa dalle numerose bandiere italiane appese fuori dalle finestre, soprattutto durante il giorno di gara della Liegi-Bastogne-Liegi, anche se rispetto agli anni '60/'70/'80 sono diminuite.